# U-643
Unterseeboot 643 foi um submarino alemão do Tipo VIIC, pertencente a Kriegsmarine que atuou durante a Segunda Guerra Mundial.

## Comandantes
| Comandante                 | Data                                        |
| -------------------------- | ------------------------------------------- |
| Kptlt. Hans Harald Speidel | 8 de outubro de 1942 - 8 de outubro de 1943 |

## Subordinação
Durante o seu tempo de serviço, esteve subordinado às seguintes flotilhas:
| Período                                    | Flotilha                                  |
| ------------------------------------------ | ----------------------------------------- |
| 8 de outubro de 1942 - 30 de junho de 1943 | 5. Unterseebootsflottille (treinamento)   |
| 1 de julho de 1943 - 8 de outubro de 1943  | 1. Unterseebootsflottille (serviço ativo) |

## Operações conjuntas de ataque
O U-643 participou das seguinte operações de ataque combinado durante a sua carreira:
- Rudeltaktik Rossbach (24 de setembro de 1943 - 8 de outubro de 1943)